# British Military Garrison Brunei

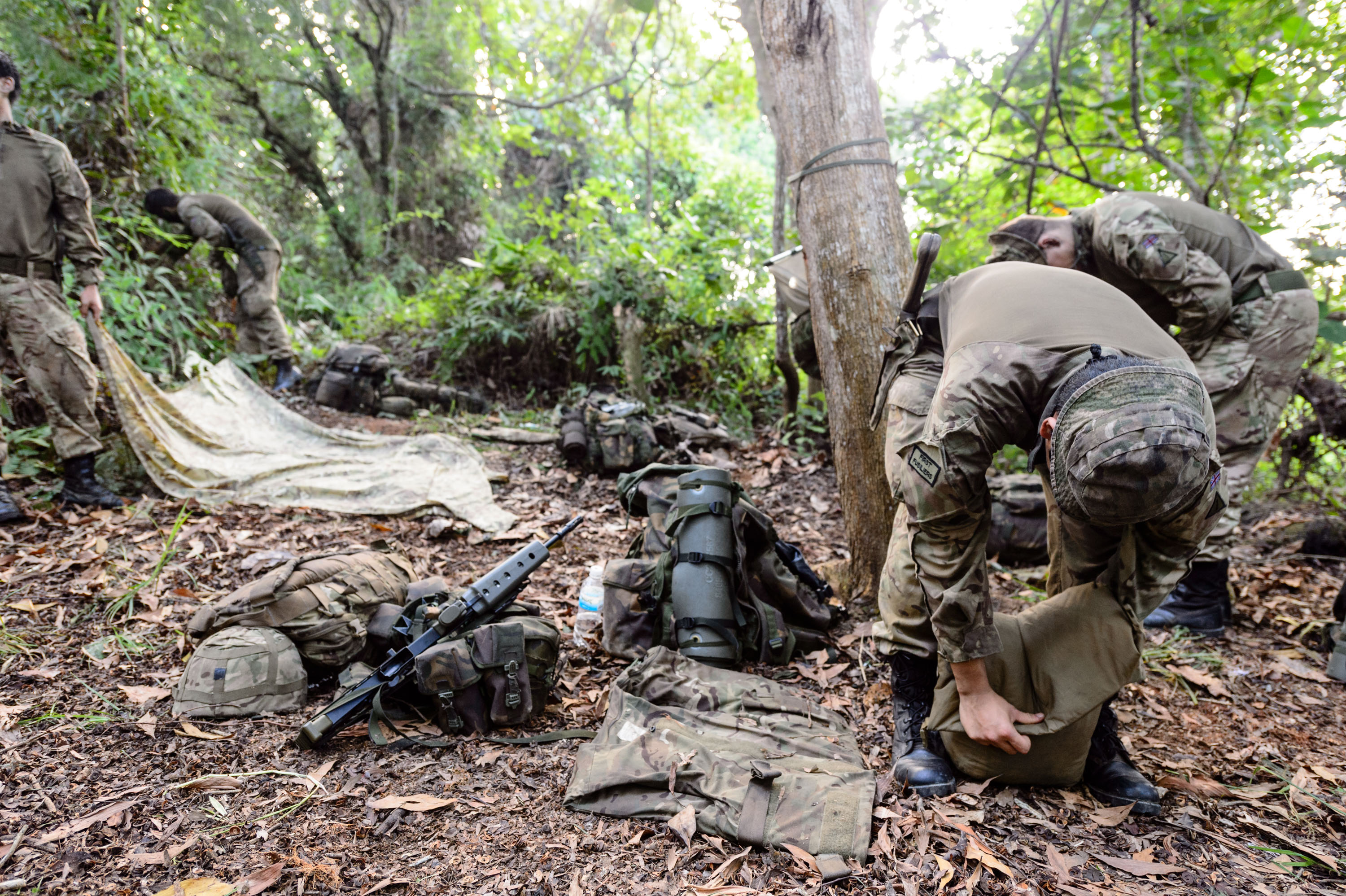
Des membres du Royal Regiment of Fusiliers démontent les abris avant de commencer le dernier jour de tirs réels dans les jungles de Brunei en 2016.

La garnison britannique de Brunei (en anglais British Military Garrison Brunei, abrégé en BGB) est le nom donné aux forces armées britanniques présentes au Brunei. Depuis la cérémonie de rétrocession de Hong Kong en 1997, la garnison de Brunei est la seule base militaire britannique en Extrême-Orient, et avec Diego Garcia l'une des deux seules à l'Est de Suez.

## Histoire
La garnison existe depuis 1959, lorsque les troupes britanniques y furent transportées en provenance de Singapour pour réprimer une révolte contre le sultan Omar Ali Saifuddien III. Depuis lors, les forces britanniques ont été impliquées dans plusieurs conflits, dont la révolte brunéienne de 1962 et la confrontation indonésio-malaisienne.
Depuis l'indépendance du Brunei en 1984, les forces sont stationnées là à la demande de l'actuel sultan, en vertu d'un accord de cinq ans renouvelables. Les forces stationnées au Brunei sont disponibles pour aider le sultan sur demande, mais sont également disponibles pour un déploiement outre-mer avec d'autres éléments des forces armées britanniques en cas de besoin. En compensation, le sultan paie jusqu'à 40 millions de livres par an pour maintenir la présence britannique.

## Structure
La British Military Garrison Brunei est située à Seria et est centré autour d'un bataillon d'infanterie légère, qui est l'un des deux bataillons de la Royal Gurkha Rifles. Le bataillon stationné au Brunei constitue la réserve de l'armée britannique acclimatée à l'Extrême-Orient, et est disponible pour un déploiement outre-mer dans la région de l'Extrême-Orient et au-delà - le bataillon basé au Brunei a été déployé en Afghanistan dans le cadre de l'opération Herrick à plusieurs reprises, et a également été déployé au Timor oriental et en Sierra Leone.
Le bataillon d'infanterie est soutenu par un petit nombre de troupes de garnison qui sont stationnés en permanence au Brunei.
En outre, Brunei sert comme une zone d'entrainement d'envergure de l'armée britannique, spécialisée dans la guerre de jungle, avec la Jungle Warfare Training School (en) (également connu sous le nom d'équipe de formation de Brunei) dispensant des cours de formateur à la guerre de jungle et des cours de pistage militaire en jungle, en collaboration avec le bataillon d'infanterie. L'effectif de la garnison s'établit à environ 900 personnes.

## Unités stationnées
- Quartier général de la garnison du Brunei
- Bataillon d'infanterie résident - le bataillon résident tourne tous les trois ans.
  - 1er bataillon des Royal Gurkha Rifles
- 7 Flight (en), Army Air Corps
- Brunei Police Unit
- Jungle Warfare Training School (en)

Le British Forces Broadcasting Service diffuse à la garnison, des programmes de la Radio BFBS 1 et BFBS Radio Gurkha

## Sources
- (en) Cet article est partiellement ou en totalité issu de l’article de Wikipédia en anglais intitulé « British Military Garrison Brunei » (voir la liste des auteurs).